# Takuma Sato
Takuma Sato (佐藤 琢磨, Satō Takuma),  född 28 januari 1977 i Tokyo, är en japansk racerförare. Han tävlar i Indycar Series för Rahal Letterman Lanigan Racing.

## Racingkarriär
Sato vann Brittiska F3-mästerskapet 2001 och började tävla i formel 1 2002.  Han blev därefter testförare för BAR 2003, men han fick köra säsongens sista lopp istället för Jacques Villeneuve. Sato blev andreförare i BAR-stallet 2004.
Satos största framgångar är tredjeplatsen i USA 2004 och segern i Indy 500 2017. När han klev upp på prispallen i F1 var han den förste japanen på 14 år som gjorde detta. En tredje plats är det bästa resultat en japan någonsin nått i Formel 1, vilket både Sato och Aguri Suzuki har lyckats med. Han är den förste japan som vunnit Indy 500.
I det nya Honda, som tog över BAR, ersattes Sato av Rubens Barrichello. Säsongen 2006 blev Sato försteförare i det nyetablerade japanska stallet Super Aguri, som var stationerat i England. Sato tog Super Aguris första poäng någonsin genom en åttondeplats på Circuit de Catalunya i Spanien 2007. Säsongen 2008 körde Sato fyra lopp, varefter Super Aguri lades ner. Inför säsongen 2009 testkörde han för Toro Rosso, men fick inget förarkontrakt. Sato själv tänker dock försöka fortsätta i F1 om det är möjligt.
Sato kör sedan 2010 i Indy Car Series. Säsongen 2010-2011 körde han för KV Racing Technology, och 2012 för Rahal Letterman Lanigan Racing. Säsongen 2013 kör han för A.J. Foyt Enterprises. År 2017 vann Sato den 101 upplagan av Indy 500 och 2020 den 104 upplagan av Indy 500.

## F1-karriär
| Säsong                | Stall/Tillverkare     | Placering             | Lopp | Poäng | Etta | Tvåa | Trea | Pole | Varv |
| --------------------- | --------------------- | --------------------- | ---- | ----- | ---- | ---- | ---- | ---- | ---- |
| 2002                  | Jordan-Honda          | 15                    | 17   | 2     |      |      |      |      |      |
| 2003                  | BAR-Honda             | 18                    | 1    | 3     |      |      |      |      |      |
| 2004                  | BAR-Honda             | 8                     | 18   | 34    |      |      | 1    |      |      |
| 2005                  | BAR-Honda             | 23                    | 16   | 1     |      |      |      |      |      |
| 2006                  | Super Aguri-Honda     | -                     | 18   | 0     |      |      |      |      |      |
| 2007                  | Super Aguri-Honda     | 17                    | 17   | 4     |      |      |      |      |      |
| 2008                  | Super Aguri-Honda     | -                     | 4    | 0     |      |      |      |      |      |
| Sammanlagt 7 säsonger | Sammanlagt 7 säsonger | Sammanlagt 7 säsonger | 91   | 44    | 0    | 0    | 1    | 0    | 0    |

| 1. USA 2004                                   | \| 1. San Marino 2005 2. Japan 2005 3. Kina 2006 \| |
|                                               |                                                     |
| 1. San Marino 2005 2. Japan 2005 3. Kina 2006 |                                                     |